# 匐枝青蘚
匐枝青蘚（学名：Brachythecium procumbens）为真蘚科青蘚屬下的一个种。种名procumbens意为平卧的。